# Бадибанга, Сами
Сами Бадибанга (фр. Samy Badibanga; род. 12 сентября 1962, Киншаса) — государственный и политический деятель Демократической Республики Конго. Премьер-министр Демократической Республики Конго с ноября 2016 года по май 2017 года. Также участвовал на всеобщих выборах Демократической Республики Конго 2018 года в качестве кандидата в президенты.

## Биография
Родился 12 сентября 1962 года в Киншасе, Республика Конго. Окончил Высший институт гуманитарных наук в Женеве в 1986 году, затем Hoge Raad voor Diamant в Антверпене и Международный геммологический институт Антверпена.
Карьера началась в 1986 году, когда стал управляющим директором компании SOCODAM SPRL. Также стал директором и управляющим директором компании SAMEX TRADING SPRL в 1995 году. Позже стал консультантом компании BHP Billiton с 2005 по 2010 год, налаживая партнёрство с государственными предприятиями и расширяя её присутствие в стране. В 2006 году создал Федерацию исследователей и добытчиков для содействия эффективному управлению природными ресурсами. Также работал старшим лектором на встречах iPAD DRC в горнодобывающем секторе с 2005 по 2009 год.
С 1994 года является почётным членом Союза за демократию и социальный прогресс.
Был тесно связан с лидером оппозиции Этьеном Чисекеди до всеобщих выборов в ноябре 2011 года и в том же году был избран национальным депутатом. Этьен Чисекеди, утверждал, что официальные результаты были сфальсифицированы, и приказал вновь избранным депутатам от Союза за демократию и социальный прогресс, в том числе и Сами Бадибанге, бойкотировать Национальную ассамблею. Сами Бадибанга все равно занял своё место, став председателем парламентской группы Союза за демократию и социальный прогресс и союзников, создав тем самым раскол между фракциями.
В октябре 2016 года участвовал в диалоге между правительством и некоторыми элементами оппозиции относительно даты назначения следующих выборов. Диалог привёл к соглашению сторон о том, что президент ДР Конго Жозеф Кабила останется у власти после окончания срока его полномочий (декабрь 2016 года), чтобы дать время для организации следующих выборов, которые были отложены до апреля 2018 года, а также оговорили, что представитель оппозиции будет исполнять обязанности премьер-министра в период до выборов. Затем, 17 ноября 2016 года президент Жозеф Кабила назначил Сами Бадибангу премьер-министром. При этом он обошёл более известного представителя оппозиции, который также участвовал в диалоге, Виталя Камере, вопреки общим ожиданиям. Более радикальные элементы оппозиции, связанные с Этьеном Чисекеди, выступали против любой сделки с правительством, позволяющей Жозефу Кабиле оставаться у власти. Вскоре после своего назначения Оливье Камитату, бывший председатель Национальной ассамблеи, обвинил его в том, что он имеет двойное гражданство ДР Конго и Бельгии, что запрещено в ДРК. 19 декабря 2016 года сформировал свой кабинет правительства.
Сами Бадибанга ушёл в отставку в апреле 2017 года после того, как Жозеф Кабила объявил, что планирует назначить нового премьер-министра от оппозиции. Брюно Чибала стал премьер-министром ДР Конго 8 апреля 2017 года.
27 июля 2019 года Сами Бадибанга был избран вице-председателем Сената ДР Конго.